# 漫畫道
《漫畫道》是由日本漫畫家藤子不二雄創作的自傳漫畫作品系列，包括基於此作品改編的電視劇作品。作者為藤子不二雄Ⓐ。這部作品是一部長篇青少年漫畫，描述了兩個少年追逐成為漫畫家的成長故事。若計算包括續集《愛...初相識的時候...》（愛…しりそめし頃に…）的話，這是藤子不二雄創作的系列作品中連載時間最長的作品，整個系列連載長達43年之久（於2013年完結）。

## 概要
《漫畫道》於1970年至1972年間以每期兩頁的形式在秋田書店的《周刊少年King》雜誌的漫畫入門講座「King漫畫科」內連載。之後在1977年至1982年期間，作品在《週刊少年King》（少年畫報社）上以每話約20頁的形式連載。然而，隨著雜誌休刊，故事未能完成而告結束。1986年，該作品在《快樂快樂月刊》上刊登短篇故事，並作為《藤子不二雄樂園》（中央公論社）的結尾連載漫畫。從1995年開始，續集《愛…初相識的時候… 滿賀道雄的青春》在《大漫畫原創特刊》（小學館）上連載至2013年4月。
該作品以真實故事為基礎，並穿插創作（作者表示「約70%是真實故事，30%是虛構」），並隨著刊登雜誌的變化而加強了自傳性質。許多人因閱讀此作品而志向成為漫畫家。其中，漫畫中的角色包括當時的漫畫家，例如手塚治虫等當時的漫畫家們，大多以其真實姓名登場，描繪了當時的出版社和雜誌，因此成為了戰後漫畫發展初期的珍貴記錄。然而，由於部分內容被大幅虛構，或者事件的時序被大幅調整，因此不能直接作為歷史資料使用。必須清楚認識到《漫畫道》為「藤子不二雄的非虛構自傳」這一點，否則藤子不二雄的成就可能以錯誤的形式流傳給後世。作為體驗當時情況的作品，具該漫畫有重要價值。
作品中還刊登了當時藤子不二雄繪製的幾部作品，如「西部的某處」、「海拔六千米的恐懼」、「某日本留學生的羅馬來信」等，以當時的風格重新繪製出來。隨後，該漫畫於1986年和1987年曾在NHK銀河電視小說節目中拍成了電視劇，並於2006年發行了DVD版本。
2014年，該作品連同續集一起獲得了第18屆手塚治虫文化獎特別獎。

## 故事大綱
《漫畫道》為大長篇漫畫，並按年代連載順序分為：「曙光篇」、「立志篇」、「青雲篇」、「春雷篇」和「愛...初相識的時候...」。故事描述了主人公滿賀道雄（原型為作者安孫子素雄＝藤子不二雄Ⓐ）轉學到富山縣高岡市的定塚小學，遇到了才野茂（原型為藤本弘＝藤子・F・不二雄），兩人因為共同的漫畫愛好而志同道合。他們一起出版同人雜誌、投稿合作漫畫雜誌，最終成功地以職業漫畫家的身份出道。之後，故事描述了他們以「滿才茂道（原型為藤子不二雄）」的名義在漫畫界取得成功的過程。

### 曙光篇
連載於秋田書店的《周刊少年King》1970年第8期至1972年第30期，每期連載2頁。最初作為漫畫入門課程「King漫畫科」的一部分，以「漫畫道」為標題連載，後來才加上「曙光篇」的標題。「曙光」一詞取自於最後一格中所刊載的井上靖的《羅漢柏物語》的一節。
該故事從滿賀和才野兩個人的相遇開始，一直描述到他們訪問寶塚市手塚治虫的家。整個系列中，這部分具有最強的虛構色彩，呈現出一種半自傳式的趣味。

### 立志篇和青雲篇
連載於《周刊少年King》1977年第46期至1982年第22期。故事從訪問手塚的家開始，到滿賀加入立山新聞社（原型為富山新聞社）、足塚茂道以漫畫家身份出道、上京、搬到常盤莊、大量遺失原稿事件、『漫畫少年』停刊、滿才茂道改名等等。根據撰寫時期的不同，被分為『立志篇／青雲篇／青春篇／奔流篇／再生篇』，而單行本則將除了「立志篇」之外的四篇合併為「青雲篇」。
由於連載於《周刊少年King》，也被稱為「King篇」。值得一提的是，手塚的家訪談故事在手塚的作品中並未出現。隨著《周刊少年King》的休刊，連載也告終。因此，在卷末標註了「未完」。

### 漫畫道特別篇
在春雷篇正式開始之前，於小學館的《快樂快樂月刊》1986年9月號作為紀念創刊第101號刊載的一篇讀切故事。之後長期未見天日，但在2007年12月發行的《熱血！小學館傳說》VOL.5（ISBN 978-4-09-106346-5）中收錄，（該刊本5同時還刊載了新作特別描繪的『與《小學館》一同滾過30年的漫畫之路』）。

### 春雷篇
當漫畫根據NHK綜合電視台的「銀河電視小說」改編成電視劇後，從1986年到1988年，於《藤子不二雄樂園》NO.115到NO.188的卷末以每月一次的頻率連載的章節。全24話。故事從「King篇」的最終回延續，描述了鈴木伸一為了成為動畫師而離開常盤莊的過程。整體畫風將角色的身高降低，變得更加圓潤，滿賀和才野的鳥嘴也不見了。

### 愛...初相識的時候...
作為《大漫畫原創特刊》的續篇於1989年12月號和1990年4月號首次以短篇形式發表，之後於1995年12月號開始正式連載，直至2013年4月12日發售的《大漫畫原創特刊》2013年5月號完結。《愛...初相識的時候...》的完結意味著從「曙光篇」開始算起的43年歷史劃下句點。單行本的完整標題為《愛...初相識的時候...滿賀道雄的青春》。簡稱為「愛しり」。
由於從少年雜誌轉為青年雜誌連載，角色的形象從之前少年雜誌中的孩子氣風格，轉變為適合青年的形象。滿賀不再是光頭，才野的臉基本上只畫了黑眼睛。內容主要圍繞著滿賀的日常生活。由於才野搬到了另一個房間居住，他的出場次數減少了。
正如標題所示，該續篇主要描寫了滿賀青春時期的愛情故事，並且有很多描述夜晚繁華街的場景，比《漫畫道》更加適合成年讀者。然而，連載結束後不久，作者表示「成人色情的程度並不如想像中那麼高，或許並不需要特意更改標題」。每個故事的最後一格都會引用與當回內容相符的詩歌或歌詞，並附上作者名字，但其中大部分都是由藤子不二雄Ⓐ以化名創作的虛構作品。。
雖然是從「春雷篇」延續而來，但在滿賀幫助手塚的一幕中，他正在畫已經應該停刊的『漫畫少年』的原稿等情節存在過去作品的矛盾點。此外，原先以實名登場的森安直哉的名字也被改為「風森安之」。滿賀搬離常盤莊後開始製作《怪物小王子》的橋段，因故事時間卻被安排在於實際連載時期不同的常盤莊時代，在時序與史實有著不同之處。
在單行本中，附錄了作品中出現的漫畫，保持了雜誌刊載時的樣貌。並收錄了藤子不二雄Ⓐ保存的當時紀錄。第2冊收錄了講述了連載期間去世的藤子・F・不二雄的特別短篇「再見，朋友」。單行本還附有以下內容：
- 第4冊：寄自寺的信（附藤子Ⓐ的訪談。包括入住常盤莊時的建議等）
- 第6冊：「那時的我們…」安孫子，樹田，鈴木伸一座談（關於拍攝西部片的故事，以及乘著摩托車去京都的冒險等。包括當時的照片）
- 第7冊：揭示了當時的珍藏剪報冊
- 第9冊：常盤莊的真實生活雜誌大公開!!（日記，收支帳等。甚至包括向手塚老師退還押金的日記）

藤子不二雄Ⓐ於2022年4月6日去世，作為追悼企劃，最終一回在同年6月20日發售的《Big Comic Original》的第13號中重新發表。

## 單行本

### 絕版
- 《漫畫家的修行：漫畫道》（秋田書店）全1卷：收錄「曙光篇」。
- 《漫畫道》Hit Comics（少年畫報社）全19卷：錄「立志編」和「青雲編」。
- 《漫畫道》藤子不二雄Land（中央公論社）全23卷：收錄「曙光篇」、「立志編」和「青雲編」。
- 《收藏版 漫畫道》（中央公論社）全4卷：收錄「立志編」、「青雲編」、「曙光篇編」，收錄順序與藤子不二雄樂園不同。
- 《第二部 漫畫道》藤子不二雄樂園Special（中央公論社）全2卷 ：收錄「春雷編」。

### 再版
- 《漫畫道》中公文庫（中央公論新社）全14卷：收錄「曙光篇」、「立志編」、「青雲編」、「春雷編」。但「曙光篇」末尾（與「立志編」重複的部分）被刪節。
- 《愛...初相識的時候...滿賀道雄的青春》Big Comics Special（小學館）全12卷：每卷末尾都附有當時漫畫的復刻和資料等。
- 《漫畫道》藤子不二雄ⒶLand（Booking）全23卷：收錄「曙光篇」、「立志編」、「青雲編」。
- 《漫畫道》藤子不二雄Ⓐ Digital Selection（小學館）全25卷：電子書籍。收錄與藤子不二雄Ⓐ樂園全23卷相同，藤子不二雄樂園Special「春雷編」全2卷相同。部分卷末附有數位複製原稿。
- 《愛...初相識的時候...滿賀道雄的青春》藤子不二雄Ⓐ Digital Selection（小學館）全12卷：電子書籍。與大漫畫Special版相同。
- 《漫畫道》GAMANGA BOOKS（小學館創意）全10卷：收錄「曙光篇」、「立志編」、「青雲編」、「春雷編」。四六開本。首次收錄彩色頁。每卷附有漫畫家和名人的訪談。

### 其他
- 《熱血!!小學館傳說》Vol.5（小學館）- 收錄《漫畫道Special》。

## 改編作品

### 銀河電視小說：漫畫道
從1986年11月17日到12月5日，由NHK綜合頻道播出的「銀河電視小說」中播出了全15集的電視劇版本。這部劇集將主人公滿賀從高岡的學生時代到成為漫畫家並在立山新聞社工作，最後到上京的過程進行了戲劇化。基本上是根據原作來製作的，但主要角色的形象進行了交換，高大的主角滿賀由竹本孝之飾演，低矮並戴著眼鏡的才野由長江健次飾演。在劇中，滿賀和才野在高中畢業前去見手塚治虫的場景設定在東京的常盤莊。劇組使用了高岡高中的舊校舍進行外景拍攝。
2006年9月22日，日本唱片公司Geneon娛樂株式會社發行了雙碟DVD《漫畫道 Vol.1》（定價9,975日圓）。
2022年8月10日、8月11日、8月28日，在NHK綜合頻道的「午夜頻道・一口氣看」（8月28日的播出在當日下午3時50分至5時50分）進行了重新播出。

#### 演員
- 滿賀道雄 - 竹本孝之（日语：竹本孝之）（少年期：和田優輝）[9]
- 才野茂 - 長江健次（日语：長江健次）（少年期：保利治芳）
- 滿賀君江 - 富士真奈美（日语：冨士眞奈美）[10]
- 才野民子 - 天地聰子（日语：天地総子）[11]
- 滿賀鉄郎 - 磯崎洋介（日语：磯崎洋介）

立山新聞社
- 虎口部長 - 蟹江敬三[12]
- 麻田次郎 - 小倉一郎（日语：小倉一郎）
- 梅木春子 - 木原美知子
- 西森光男（原作為變木） - 尾形一成
- 日上健一（原作為達夫） - 酒井敏也
- 竹葉美子 - 五代真弓
- 鍋谷社長（道雄的叔父、原作為鍋河） - 久米明
- 福島（業務局長） - 塚本信夫
- 花堂（編集局長） - 川久保潔（日语：川久保潔）
- 岡本（社會事務處） - 伊藤高（日语：伊藤高）
- 社會部員 - 今出洋
- 社會部員 - 速水領（日语：速水領）
- 社會部員 - 朝光
- 社會部員 - 関英王
- 社會部員 - 中林義明
- 接待 - 橋本久美
- 経理部員 - 花悠子（日语：花悠子）
- 攝影師 - 南英二

富山的居民們
- 村井雪子 - 中村明美（日语：中村明美）
- 村井秀一 - 福原學
- 老婆 - 小林テル
- 西郷大介 - 佐藤蛾次郎（日语：佐藤蛾次郎）
- 青木源助 - 玉川良一（日语：玉川良一）
- 川島和夫 - 川崎公明（日语：川崎公明）
- 霧野涼子 - 會沢朋子
- 鶴之湯主人 - 里木佐甫良（日语：里木佐甫良）
- 財津富造（郵便局長） - 犬塚弘（日语：犬塚弘）
- 文新堂（原作為文苑堂書店（日语：文苑堂書店））主人・仙田 - 櫻井千里（日语：桜井センリ）
- 郵便局員 - 布施木昌之
- 大學生 - 関俊彦
- 女大學生 - 佐久間玲

東京的人們
- 手塚治虫 - 江守徹
- 大桑記者 - 凱西高峰（日语：ケーシー高峰）
- 女子社員 - 加藤雅子
- 漫画家・川原 - 北詰友樹（日语：北詰友樹）
- 藤野記者 - 頭師孝雄（日语：頭師孝雄）
- 鈴木記者 - 皆川衆（日语：皆川衆）
- 寺田博雄（日语：寺田ヒロオ） - 渡辺寛二（日语：渡辺寛二）[13]
- 浮浪者 - 及川廣夫（日语：及川ヒロオ）
- 巡査 - 藤田啓而
- 守衛 - 神田正夫

#### 製作人員
- 原作 - 藤子不二雄
- 脚本 - 大久保昌一良（日语：大久保昌一良）
- 音楽 - 堀井勝美（日语：堀井勝美）
- 主題歌 - 竹本孝之（日语：竹本孝之）『HOLD YOUR LAST CHANCE』[8]

#### 漫畫道：青春篇
延續前作故事的續篇電視劇於1987年7月27日至8月14日「銀河電視小說」時段播出，共15集。除了部分主要演員外，大部分角色沒有變動。故事講述了從上京到成立新漫画党、搬遷到常盤莊、大量丟稿事件，以及再次崛起的過程。作者安孫子素雄（藤子不二雄Ⓐ）在劇中飾演了一名酒吧裡鼓勵兩位主角的客人而引起了話題。石森章太郎一角由他的兒子、演員小野寺丈出演。
2006年10月25日，由Geneon娛樂株式會社發行了雙碟DVD《漫畫之路 Vol.2 青春篇》（定價9,975日圓）。
2022年12月19日和12月20日深夜，NHK綜合頻道的「午夜頻道・一口氣看」節目中重新播出了這部劇集（12月19日深夜播出第1至8集，12月20日深夜播出第9至15集）。

#### 演員
- 滿賀道雄 - 竹本孝之（日语：竹本孝之）
- 才野茂 - 長江健次（日语：長江健次）
- 寺田博雄 - 河島英五（日语：河島英五）
- 石森章太郎 - 小野寺丈（日语：小野寺丈）
- 赤塚不二夫 - 松田洋治
- 永田竹丸（日语：永田竹丸） - 西山浩司（日语：西山浩司）
- 角田次郎（日语：角田次郎） - 須間一也（日语：須間一也）
- 森安直哉（日语：森安直哉） - 森川正太（日语：森川正太）
- 鈴木伸一（日语：鈴木伸一） - 新井津尾廣（日语：新井つねひろ）
- 坂木四郎（原作為坂本三郎（日语：坂本三郎）） - 田中隆三（日语：田中隆三）
- 手塚治虫 - 江守徹
- 立花光成 - 森田浩平
- 高田啓三（原作為島田啓三（日语：島田啓三）） - 松村彦次郎（日语：松村彦次郎）
- 滿賀君江 - 富士真奈美（日语：冨士眞奈美）
- 才野民子 - 天地聰子（日语：天地総子）
- 滿賀鉄郎 - 磯崎洋介（日语：磯崎洋介）
- 須賀大作 - 伊東四朗（日语：伊東四朗）
- 須賀照江 - 水前寺清子
- 須賀幸子 - 吉村奈見子（日语：吉村奈見子）
- 須賀達夫 - 岡田二三（日语：岡田二三）
- 虎口部長 - 蟹江敬三
- 大桑記者（光文社『少年』的桑畑記者與講談社『ぼくら』的牛坂編集長合體的角色） - 凱西高峰（日语：ケーシー高峰）
- 東山記者（秋田書店『冒険王』『漫画王』） - 赤塚真人（日语：赤塚真人）
- 小村記者（講談社『少女クラブ』的女性記者） - 野村真美（日语：野村真美）
- 伊藤編集長（學童社『漫畫少年』の初代編集長） - 北村聰一朗（日语：北村総一朗）
- 佐藤記者（集英社『おもしろブック』） - 高田純次（日语：高田純次）
- 滝田記者 - 加藤善博（日语：加藤善博）
- 中上記者 - 段田安則（日语：段田安則）
- 仁科記者 - 大杉漣
- 正木記者（『少女クラブ』） - 栗田貫一
- 大坪記者 - 加賀谷純一（日语：加賀谷純一）
- 新谷記者（講談社『少年クラブ』） - 隈本吉成
- 高山記者（講談社『幼年クラブ』の女性記者） - 千木良香織
- 神山記者（『少女クラブ』） - 吉澤健（日语：吉沢健）
- 種村記者 - 時本和也（日语：時本和也）
- 編集長 - 肝付兼太
- 伊藤清子記者（伊藤編集長的妻子、講談社） - 長坂詩堀（日语：長坂しほり）
- 幸田節子 - 高木美保（日语：高木美保）
- 幸田真弓 - 森高千里
- 中村芳枝（拉麵店「松葉」店員） - 鈴木保奈美
- 田邊金市（原創角色） - 吉幾三
- 武藤（滿賀的高校同學） - 加藤賢崇（日语：加藤賢崇）
- 松木陽子（真弓的朋友） - 中村真子
- 津川墨（真弓的朋友） - 斉藤厚子
- 旅館女主人 - 長谷川待子（日语：長谷川待子）
- 松田和代（常盤莊20號住戶） - 音無真喜子（日语：音無真喜子）
- 賣蛤蜊的人 - 斉川一夫（日语：斉川一夫）
- 鯛魚燒店長 - 小櫻京子（日语：小桜京子）
- 常盤莊大家 - 土方弘
- 郵差 - 大森一
- 送貨員 - 黑川逸朗
- 拉麵店「松葉」主人 - 久保晶（日语：久保晶）
- 拉麵店「松葉」老闆娘 - 熊谷奈美（日语：熊谷奈美）
- 壽司屋主人 -加藤治（日语：加藤治）
- 醉漢 - 藤子不二雄A（客串）

#### 製作
- 原作 - 藤子不二雄
- 腳本 - 布勢博一
- 音樂 - 堀井勝美
- 主題歌 - 竹本孝之『HOLD YOUR LAST CHANCE』
- 美術 - 金沢讓太郎
- 撮影 - 吉野照久
- 照明 - 新藤利尺
- 演出 - 森平人

## 另見
- 藤子不二雄的故事 火腿與沙拉君（日语：藤子不二雄物語_ハムサラダくん）

## 外部連結
- 漫畫道 - NHK （页面存档备份，存于）
- 漫畫道〜青春編 - NHK （页面存档备份，存于）
- 銀河電視小說　漫畫道 - NHK放送史（日本放送协会）（日語）

- 銀河電視小說　漫畫道～青春編～ - NHK放送史（日本放送协会）（日語）

- 銀河電視小說「漫畫道」｜番組｜NHKアーカイブス （页面存档备份，存于）